# Лейтон, Джон
Джон Лейтон (англ. John Leyton; 17 февраля 1936, Эссекс, Англия, Великобритания) — британский актёр и певец. Как певец наиболее известен своим хитом «Johnny Remember Me» (написанный Геоффом Годдаром и спродюсированный Джо Миком), который занимал первую строчку в UK Singles Chart в августе 1961 года.

## Фильмография
| Год       |   | Русское название           | Оригинальное название                 | Роль                             |
| --------- | - | -------------------------- | ------------------------------------- | -------------------------------- |
| 1963      | ф | Большой побег              | The Great Escape                      | Уильям Диккес                    |
| 1964      | ф | Пушки при Батаси           | Guns at Batasi                        | рядовой Чарли Уилкс              |
| 1965      | ф | Экспресс Фон Райена        | Von Ryan's Express                    | Орде                             |
| 1966      | ф | Идол                       | The Idol                              | Тимоти                           |
| 1969      | ф | Гибель на вулкане Кракатау | Krakatoa: East of Java                | Дуглас Ригби                     |
| 1976      | ф | Шизо                       | Schizo                                | Алан Фальконер                   |
| 1984—2010 | с | Чисто английское убийство  | The Bill                              | суперинтендант полиции Ян Ачесон |
| 2005      | ф | Быть Стэнли Кубриком       | Colour Me Kubrick: A True...ish Story | лорд Чарльз Бенсон               |
| 2008      | ф | Телстар                    | Telstar: The Joe Meek Story           | сэр Эдвард                       |